# The Circle Game

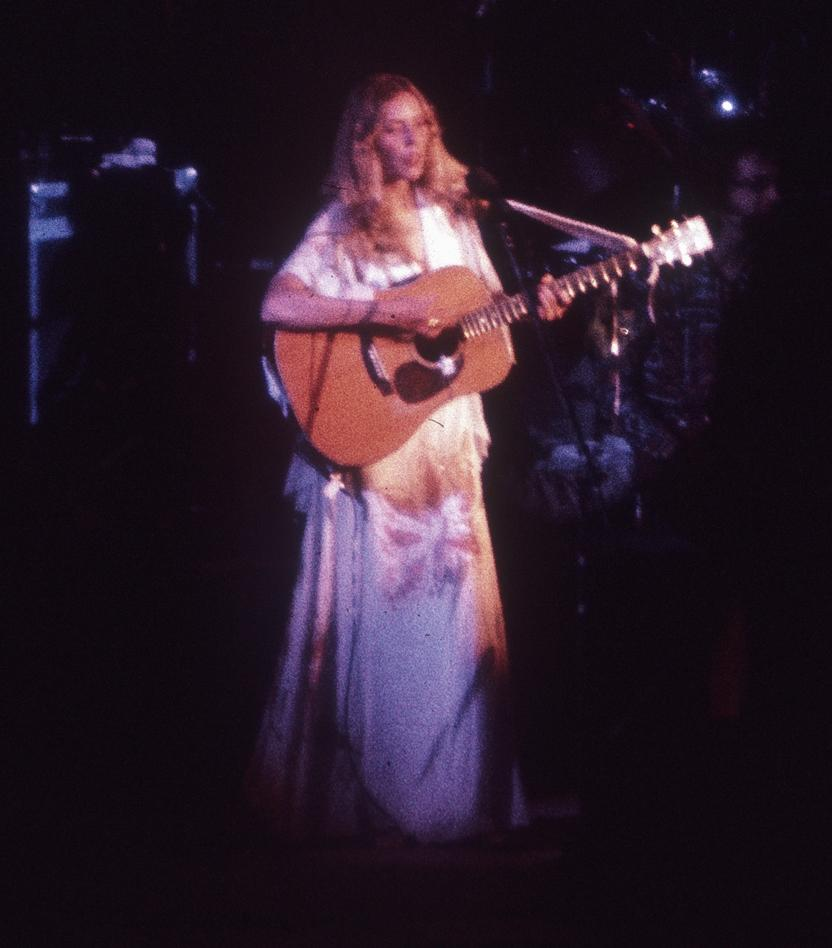
Joni Mitchell, 1974

The Circle Game ist ein Song, der um 1966 von Joni Mitchell geschrieben und 1970 auf ihrem Album Ladies of the Canyon veröffentlicht wurde.
Er erschien auch in vielen Kompilationen.

## Komposition und Aufnahme
Der Song wurde als Antwort auf Neil Youngs Lied Sugar Mountain geschrieben. Mitchell hatte Young 1964 im Folkclub Fourth Dimension an der Universität von Manitoba kennengelernt und traf ihn 1965 in Toronto wieder. Young hatte Sugar Mountain an seinem 19. Geburtstag, dem 12. November 1964, geschrieben, als Klage über das nahende Ende seiner Teenagerjahre („You can’t be 20 on Sugar Mountain.“)

„Jedenfalls war er gerade 20 Jahre alt geworden und war sehr, sehr deprimiert, weil er sagte: „Weißt du, mein ganzes Leben lang habe ich mich darauf gefreut, erwachsen zu sein. Weißt du, alles - alles, was ich tun wollte, sagten sie immer wieder: ‚Nun sieh mal, warte Kind. Weißt du, warte, bis du älter bist.‘ Und plötzlich bin ich hier und ich bin älter und ich kann so ziemlich all diese Dinge tun, außer dass ich bis nächstes Jahr nicht in die Kneipen gehen kann. Aber ich kann so ziemlich alles tun, was ich will, und weißt du was? Ich will rausgehen und Springseil spielen und Jacks und all das Zeug, das ich vermisst und zurückgelassen habe.“ Er war wirklich deprimiert, also schrieb ich einen Song für ihn.“

## Coverversionen
1967 wurde der Song von Buffy Sainte-Marie gecovert, 1968 von Tom Rush auf seinem Album The Circle Game.